# Saint-Baraing
Saint-Baraing ist eine französische Gemeinde im Département Jura in der Region Bourgogne-Franche-Comté. Sie gehört zum Arrondissement Dole und zum Kanton Tavaux.

## Geografie
Durch Saint-Baraing fließt der Orain. Die angrenzenden Gemeinden sind Rahon, Balaiseaux, Gatey, Chaussin und Champdivers. Der See Étang Servotte erstreckt sich über Saint-Baraing und Balaiseaux.

## Weblinks

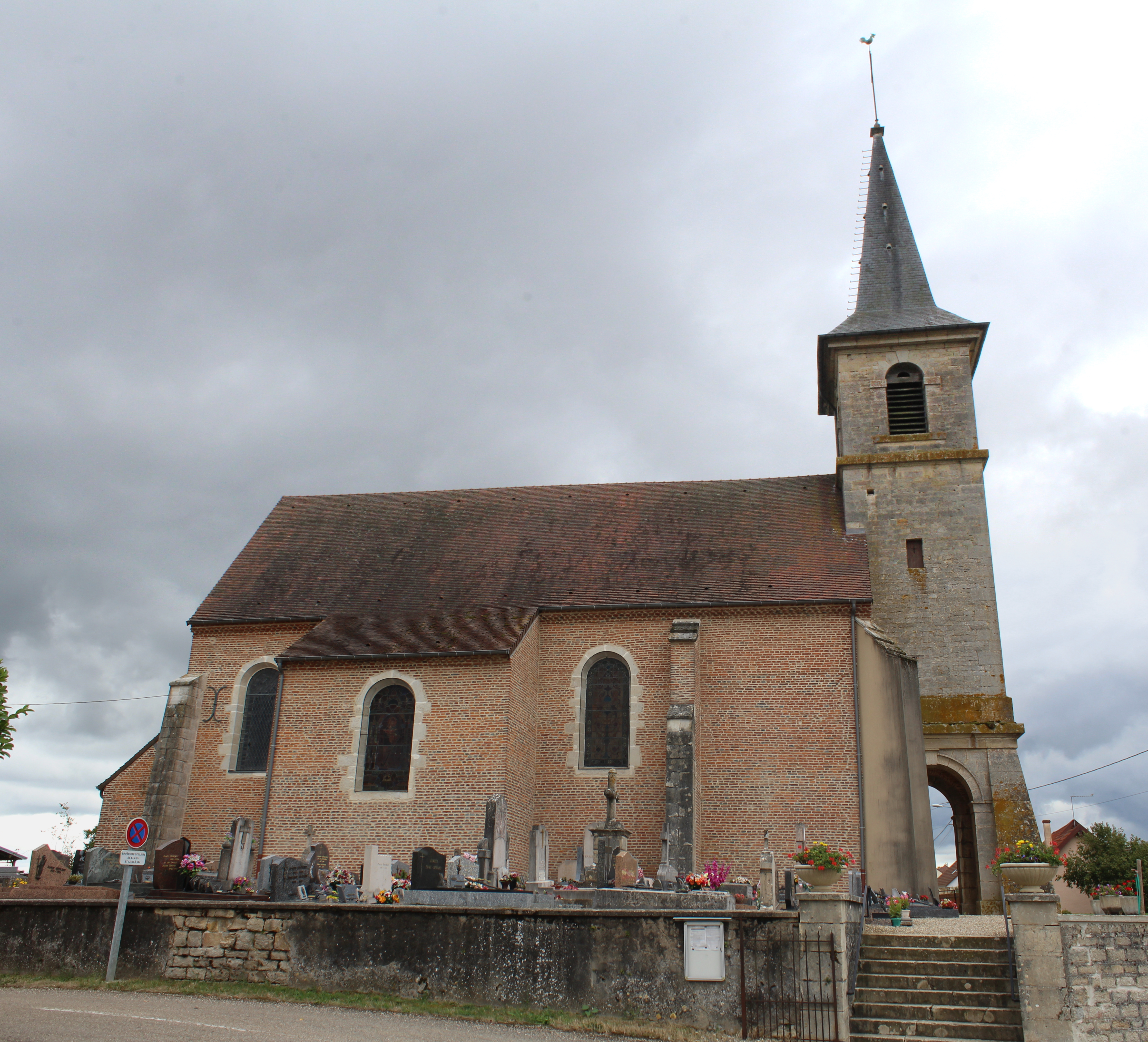
Kirche Saint-Bénigne

## Bevölkerungsentwicklung
| Jahr                       | 1962 | 1968 | 1975 | 1982 | 1990 | 1999 | 2005 | 2017 |
| Einwohner                  | 177  | 164  | 153  | 178  | 194  | 181  | 197  | 261  |
| Quellen: Cassini und INSEE |      |      |      |      |      |      |      |      |